# Campania din Mesopotamia (Primul Război Mondial)
Campania din Mesopotamia (engleză Mesopotamian campaign, turcă Irak Cephesi; 6 noiembrie 1914 — 31 octombrie 1918) reprezintă operațiunile militare ce au avut loc de-a lungul Primului Război Mondial pe teritoriul Mesopotamiei (actualul Irak) între Imperiul Britanic (în principal India Britanică) și armata otomană.
Comandamentul britanic spera să apere zăcămintele de petrol din Orientul Apropiat și să cucerească Mesopotamia ce se afla sub dominație otomană. Comandamentul otoman n-a planificat careva acțiuni în această regiune, cu toate acestea, începutul ofensivei britanice i-a impus să formeze armata a 6-a ca să le poate ține piept în Mesopotamia.
În anul 1916 otomanii au reușit să încercuiască și să ia ostatici o grupare de militari britanici din Kut, după care britanicii au devenit mai pasivi pentru o perioadă de timp. În pofida acestui fapt, în anul 1917, britanicii au reușit să cucerească Bagdadul, iar spre sfârșitul anului 1918 sub controlul lor se afla aproape tot teritoriul Mesopotamiei otomane. Operațiunile militare s-au încheiat la o zi după ce a fost semnat Armistițiul de la Moudros.:518
După război Mesopotamia a devenit un teritoriu sub mandat britanic.

## Context

### Intrarea Imperiului Otoman în Primul Război Mondial
La 30 octombrie 1914, corăbiile flotei otomane, printre care se aflau și fostele nave germane Goeben și Breslau, au deschis focul asupra porturilor ruse din Marea Neagră.:390—391 Acest incident a dus la intrarea Imperiului Otoman în Primul Război Mondial de partea Puterilor Centrale. La 1 noiembrie conducerea Imperiului Otoman a declarat război Rusiei, iar la 5 noiembrie Imperiului Otoman i-a declarat război Imperiul Britanic.:390—391
După intrarea Imperiului Otoman în război contra Antantei, zăcămintele de petrol importante pentru Marea Britanie din Orientul Apropiat se aflau sub pericol. Compania Petrolieră Anglo-Persană avea drepturi exclusive privind extragerea petrolului în Persia (cu excepția provinciilor Azarbaidjanul de Est, Gilan, Mazandaran, Golestan și Khorasan), de asemenea Marea Britanie avea interese în Kuweit.
Pe lângă apărarea uzinelor de prelucrare a petrolului din Persia, comandamentul britanic a luat decizia să cucerească punctele petrolifere de pe teritoriul mesopotamiei otomane. Comandamentul armatei otomane n-a planificat vreo acțiune în regiunea dată. Istoricul militar britanic Liddell Hart scria: „Zone petroliere din apropierea golfului Persic avea o foarte mare importanță pentru alimentarea Marii Britanii cu petrol”.
Conducerea Imperiului Otoman a luat drept primordial Frontul din Caucaz. Pe lângă luptelor cu trupele rusești din Caucaz se planifica prevenirea unei eventuale invazii a Antantei în Mesopotamia, Siria, Palestina și de asemenea cucerirea Canalului Suez.:390—391

### Forțe
În Mesopotamia au fost două corpuri de armată din armata a 4-a a Imperiului Otoman. Cu toate acestea, când s-au început operațiunile militare aceste trupe au fost dislocate în locuri mult mai importante, și anume în Caucaz și Palestina. Unele unități ale trupelor otomane au fost prezente în Mesopotamia, care acopereau traseul de la Golful Persic de-a lungul râurilor Tigru și Eufrat și de-a lungul țărmului Mării Roșii.:392 În noiembrie 1914 în Mesopotamia se afla Divizia 38-a de infanterie a armatei otomane sub comanda locotenent-colonelului Süleyman Askerî Bei:67—68, care era amplasată în orașele Al-Faw și Besra. Curând comandamentul otoman a creat „Batalionul Irakian” pentru operațiunile din regiune.
Comandamentul britanic a format „Trupele Indiene de expediție D” din Armata Indiană Britanică sub comanda lui John Nixon.:5. Din componența acestor trupe a făcut parte Divizia a 6-a de infanterie.:6